# Крайтрон

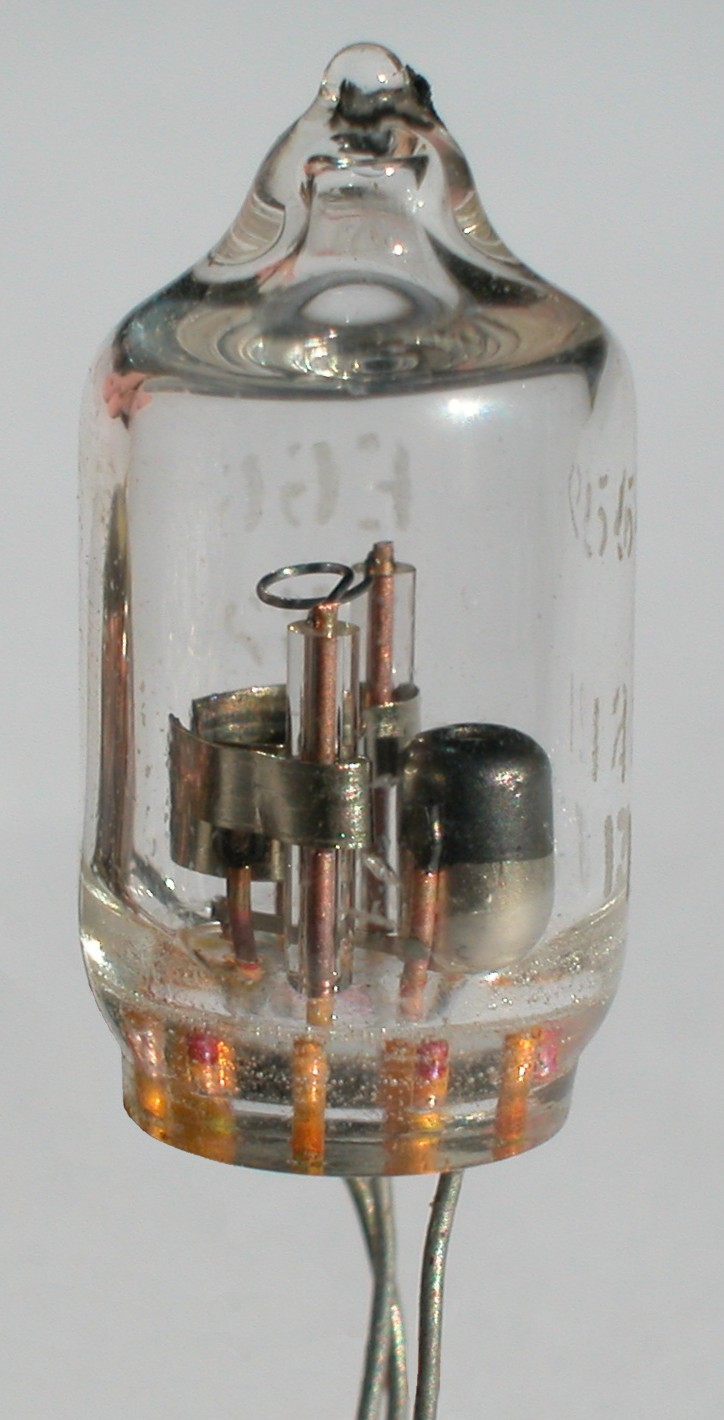
Ключ KN2 «Krytron», виробництва EG&G — висотою приблизно 25 мм

Крайтро́н (англ. krytron) — газорозрядна лампа з холодним катодом, використовується як дуже швидкий ключ (вмикач). Одна з ранніх розробок фірми EG&G (англ. Edgerton, Germeshausen and Grier, Inc.).
На відміну від більшості інших газоразрядних приладів, крайтрони використовують дуговий розряд для керування великими струмами і напругами (декілька кВ й декілька кА в імпульсі), значно більшими, ніж для випадку тліючого розряду. Крайтрон є комбінацією керованого іскрового розрядника й тиратронів, спочатку розроблена для передавачів радарів під час Другої світової війни.

## Будова

Умовна графічна познака крайтрона

Крайтрон має 4 електроди: анод, катод, сітку і «передзапалювання» («Keep-alive» на рисунку). Електрод передзапалювання розташований поряд з катодом; до нього прикладається невелика додатна напруга так, що область газу поряд з катодом виявляється іонізованою. Висока комутувальна напруга прикладається до анода, але розряду не відбувається, поки на сітку («Grid» на рисунку) не подано додатний імпульс. Після свого початку, дуговий розряд створює значний струм між катодом і анодом. Замість або на додачу до електрода передзапалювання для полегшення іонізації деякі крайтрони можуть містити невелику кількість β+-радіоактивного матеріалу (зазвичай нікелю-63).
Катод у крайтрона має вигляд нікелевого циліндра, покритого зсередини спеченою у водні сумішшю, що складається з потрійного карбонату (45%), порошку нікелю (50%) і алунду (5%). Локальне вкраплення алунду приводить до розподілу по поверхні катода ізоляційних плівок, що сприяє виникненню на початковій стадії розряду електростатичної емісії з катода, що полегшує подальше формування тліючого розряду між допоміжним анодом і катодом.

## Принцип роботи
Тліючий розряд виникає спочатку між катодом і допоміжним анодом а потім після появи плазми формується основний розряд між катодом і позитивним анодом, якщо на сітку подано додатний імпульс напруги.
Як газ-наповнювач у крайтронів використовується гелій. Хоча гелій як легкий газ за швидкістю поглинання займає перше місце серед інертних газів, але у нього є більшою і швидкість виділення газу. При цьому розпорошуваність катода при гелії є меншою, ніж у середовищах інших газів. Початковий тиск гелію, що визначається, з одного боку, прийнятним рівнем напруги запалювання і горіння розряду, а з другого — прийнятною довговічністю, що нормується числом імпульсів анодного струму, що пропускаються приладом до зникнення запалювання розряду, обирається в межах 900…1300 Па (7…10 мм рт. ст.).
Швидкість поглинання газу, а також інтенсивність розпилення катода залежать від:
- роду і початкового тиску газу;
- амплітуди і тривалості проходження імпульсів анодного струму;
- частоти імпульсів.

## Застосування
Крайтрон, розроблений ще в другій половині 1940-х років за низкою параметрів все ще має кращі імпульсні характеристики, ніж сучасні напівпровідникові прилади. А вакуумний різновид приладу спрайтрон (англ. sprytron) працює навіть при високому рівні радіації, при якому газонаповнений крайтрон міг би самовільно увімкнутись, а напівпровідникові прилади взагалі не здатні працювати.
Крайтрони та їх модифікації все ще випускаються фірмою «Perkin-Elmer Components» та використовуються в різноманітному промисловому та військовому устаткуванні. Найбільше відомим є їх використання для керування детонаторами в ядерній зброї (англ. exploding-bridgewire detonator та англ. slapper detonator), безпосередньо чи під керуванням потужних іскрових розрядників. Крайтрони виготовлялись для роботи у ролі іонних реле (керованих вентилів) у системах запалювання авіаційних двигунів, запалювання імпульсних джерел світла, напомповування твердотільних лазерів, живлення магнітострикторів тощо.

## Експортні обмеження у США та ЄС
Через можливість використання крайтронів чи спрайтронів у схемах керування підривом ядерної зброї були введені експортні обмеження, їх вивезення із США строго контролюється.
Крайтрони та спрайтрони з певними технічними параметрами (пікові напруга та струм не менші за 2,5 кВ та 100 А, відповідно, затримка не вище за 10 мкс — дивись 3A228a із Додатку I до розпорядження ЄС 2021/821) віднесено до товарів подвійного призначення, експорт яких за межі ЄС потребує дозволу.

## Технічна документація
- "Krytron Trigger Tubes" spec sheets E-337, E-337A-1, E-337A-2
- "7229 Cold-Cathode Trigger Tube" data sheet E287B
- "7230 Reliable Cold-Cathode Trigger Tube" data sheet E287C
- "7231 Subminiature Cold-Cathode Trigger Tube" data sheet E287D
- "7232 Reliable Subminiature Cold-Cathode Trigger Tube" data sheet E287E